# La dama y el vagabundo II
Lady and the Tramp II: Scamp's Adventure (también conocida como La dama y el vagabundo II: Las aventuras de Scamp en Hispanoamérica y La dama y el vagabundo II: Las aventuras de Golfillo en España) es una película animada que se estrenó el 27 de febrero de 2001 por Walt Disney Pictures, como una secuela de la película La dama y el vagabundo de 1955. La película fue producida por Walt Disney Animation. Disney relanzó la película en Estados Unidos el 20 de junio de 2006.

## Trama
En 1911, justo dos días antes del cuatro de julio en New Haven, Jaimito, Linda, Junior y sus perros vuelven a casa después de un largo paseo. El hijo de Golfo y Reina, Scamp (o "Golfillo" en la versión española) resulta tener un comportamiento algo travieso comparado con el de sus tres hermanitas. Las reglas que tenían en la casa de Jaimito y Linda empezaron a molestarle, provocándole deseos de vivir como un perro callejero. Una de sus travesuras lo lleva a ser encadenado afuera como castigo. Mientras estaba encadenado, Scamp ve una manada de perros callejeros y se las arregla para liberarse de la cadena y huir de su casa para intentar unirse a la manada de perros callejeros. Es ahí donde conoce a una perrita hembra llamada Ángela. Scamp intenta unirse a los perros callejeros de inmediato, pero el líder, Mechas, le dice que tendrá que superar una prueba para demostrar su valor. La prueba consiste en robarle una lata a un perro grande y salvaje llamado Reggie. Scamp logra cumplir con la prueba y Mechas lo acepta en la manada. 
Mientras tanto, la familia de Scamp lo busca exhaustivamente. Mientras los perros están en un parque, Sparky, uno de los perros callejeros, cuenta la historia de Golfo y la causa de su desaparición (al parecer saltó de una cascada para evitar la perrera), pero Mechas se encarga de desmentir la historia argumentando que la verdadera historia de Golfo (que era un perro callejero y exlíder de su pequeña manada) es que se fugó con una perrita llamada Reina para convertirse en una mascota y no murió heroicamente. Mechas le dio a escoger entre la manada o Reina, y él la eligió a ella, como consecuencia Mechas se enfureció y lo echó de la manada. Mechas comienza a darse cuenta las similitudes de Golfo con Scamp el cual resulta ser exactamente igual al primero. Mientras tanto, los padres de Scamp todavía lo están buscando, lamentando Golfo el haber sido demasiado duro con su hijo al imponerle las limitaciones que demandan vivir en un hogar. 
Más tarde a esa noche, en las vías de tren, Scamp se encuentra con Ángela y le cuenta todo sobre su familia, lo cual provoca a Ángela un gran enojo al no comprender ésta porqué quiere Scamp renunciar a una vida perfecta como es la de un perro doméstico por una vida en las calles. Scamp le pide a Ángela que guarde el secreto porque de eso dependería su estancia con la pandilla. Habiendo pasado ya dos días desde que Scamp escapó. 
El Día de la Independencia, Scamp sigue estando triste, tanto que ni siquiera quiere celebrarlo porque está desanimado. Mechas, entretanto, lo observa desde los arbustos, y deduce que Scamp es hijo de Golfo, y le dice a Scamp que robe un pollo de su familia. Scamp, decidido aprobar su lealtad a Mechas, roba el pollo, y acaba siendo perseguido por Golfo. Scamp queda atrapado en un callejón sin salida. Cuando ve a Golfo detrás de él, trata de escapar, pero no tiene adónde ir. Golfo le dice que sólo quiere hablar con él y le cuenta cómo había encontrado algo mejor que la vida callejera, el amor. 
Mechas los interrumpe y entre ambos presionan a Scamp a elegir, y Scamp elige la vida callejera. Golfo, triste, dice: "Creo que hay algunas cosas que tienes que aprender por tu cuenta, cuando hayas tenido suficiente, nuestra puerta estará siempre abierta". Entonces se da la vuelta decepcionado, abre la puerta de la cerca, y camina hacia su casa. Mechas se complace en ver Scamp darle la espalda a Golfo y declara oficialmente Scamp un perro callejero y Mechas le quita su collar. 
De vuelta en el depósito de chatarra,  Scamp confiesa, por error en frente de la manada, la afición de Ángela por la vida doméstica, como consecuencia Ángela se pone furiosa con Scamp por revelar su secreto (el cual prometió no contar) y sale corriendo decepcionada. Scamp, trata de encontrarla pero pronto se ve atrapado con riesgo de ser metido en la perrera. Cuando ve a Mechas piensa que va a venir a rescatarlo y empieza a ladrarle, pero Mechas se aleja sin hacerle caso. Atrapan a Scamp, y lo llevan a la camioneta. Solo y asustado en la parte trasera de la camioneta, Scamp descubre que ha cometido un gran error, y se da cuenta de lo egoísta que ha sido, él desea estar en casa con su familia y sus seres queridos. Ángela lo ve en la parte trasera de la camioneta, y corre a buscar a Golfo por ayuda. Mientras tanto, Scamp llega a la perrera y lo lanzan en una celda con Reggie, quien está sujeto con una cadena, Reggie se despierta y comienza a tratar de atacar a Scamp. Ángela llega a la casa de los Brown y se encuentra Reina y Golfo en el porche. Les dice que Scamp está en peligro. 
Golfo, entonces, va a la perrera con Ángela. Al llegar, Reggie rompe la cadena que lo sujeta casi lastimando a Golfillo, pero Golfo llega y pelea con Reggie y gana la pelea. Scamp recupera la conciencia y le da las gracias a su padre por haberlo rescatado, entra el perrero y los sorprende e intenta atraparlos y es detenido por Ángela mordiéndole él trasero hasta hacerlo tropezar y dejarlo Inconsciente. Más tarde, después de escapar de la perrera, Scamp le pide perdón a su padre por haber huido de casa y Golfo por haber sido duro con el. Jock y Triste aparecen sorprendidos al verlos bien.
Scamp vuelve al desguace pues tiene un asunto pendiente, recupera su collar y hace que Mechas quede atrapado entre la basura (por lo no ayudarlo). Finalmente, vuelven a casa y todos se alegran de verlos sanos y salvos y hay un reencuentro feliz. En la escena final se ve a Ángela con un lazo junto a las hermanas de Scamp, pasando a formar parte de la familia. Mientras que Scamp está enfadado porque le dan un baño. Finalmente se aleja la imagen y se puede ver a los demás perros de "El desguace" que también han hallado nuevas familias acabando así la película.

## Personajes
| - Golfillo (Scamp) - Ángela en latino y España (Ángel en Ingles) - Reina - Golfo - Anette, Daniela y Colette - Jaime - Linda - Jaime Junior | - Tía Sarah - Si y Am - Jock y Triste - Perrero - Tony - Joe - Reggie - Perros Del Callejón | - Mechas - Ruby - Daly - Sparky - François - Mooch |